# Gällsjötjärnen, Västergötland
Gällsjötjärnen är en sjö i Bollebygds kommun i Västergötland och ingår i Göta älvs huvudavrinningsområde.